# Cauchy-sorozat

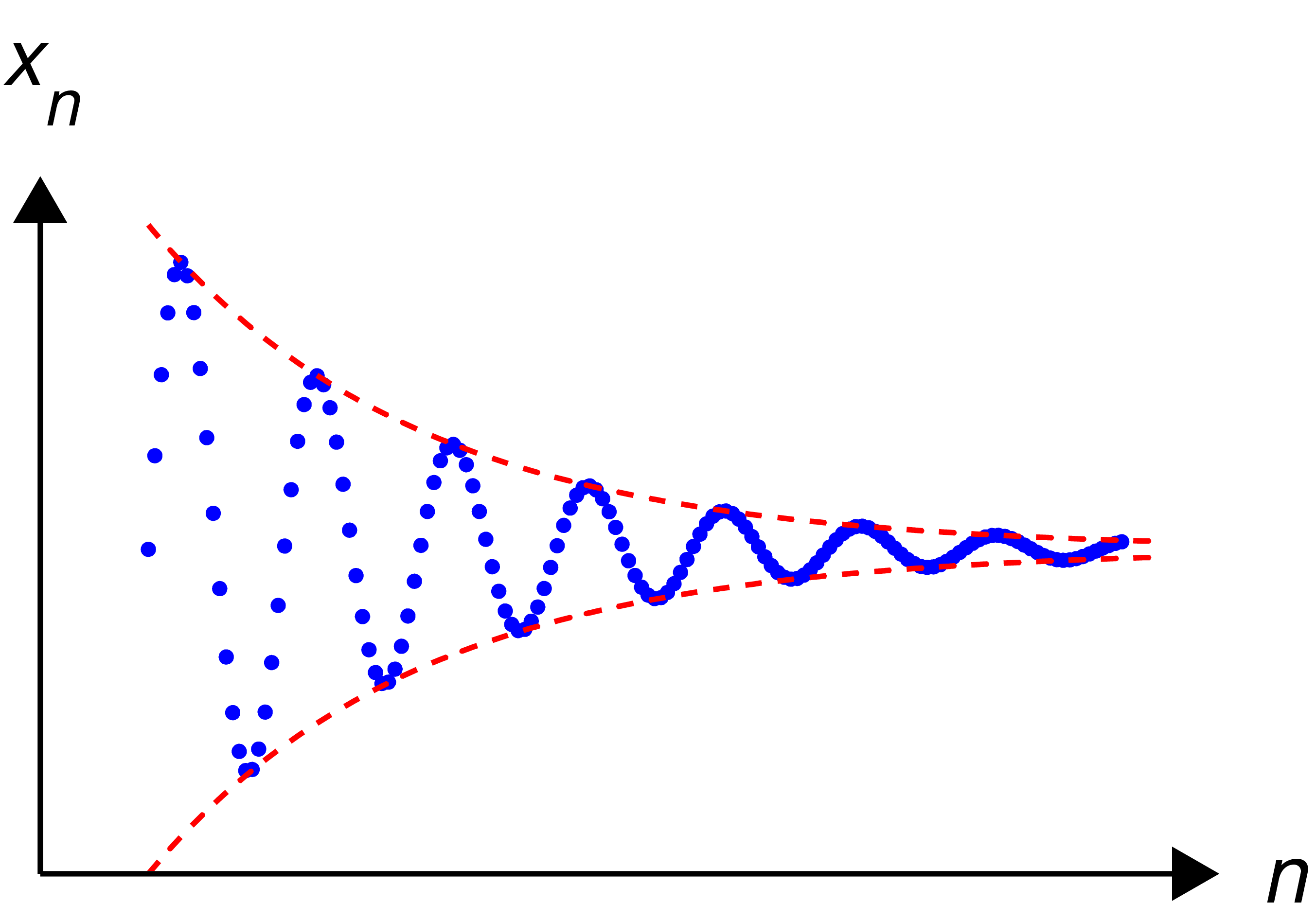
Egy Cauchy-sorozat ábrázolása

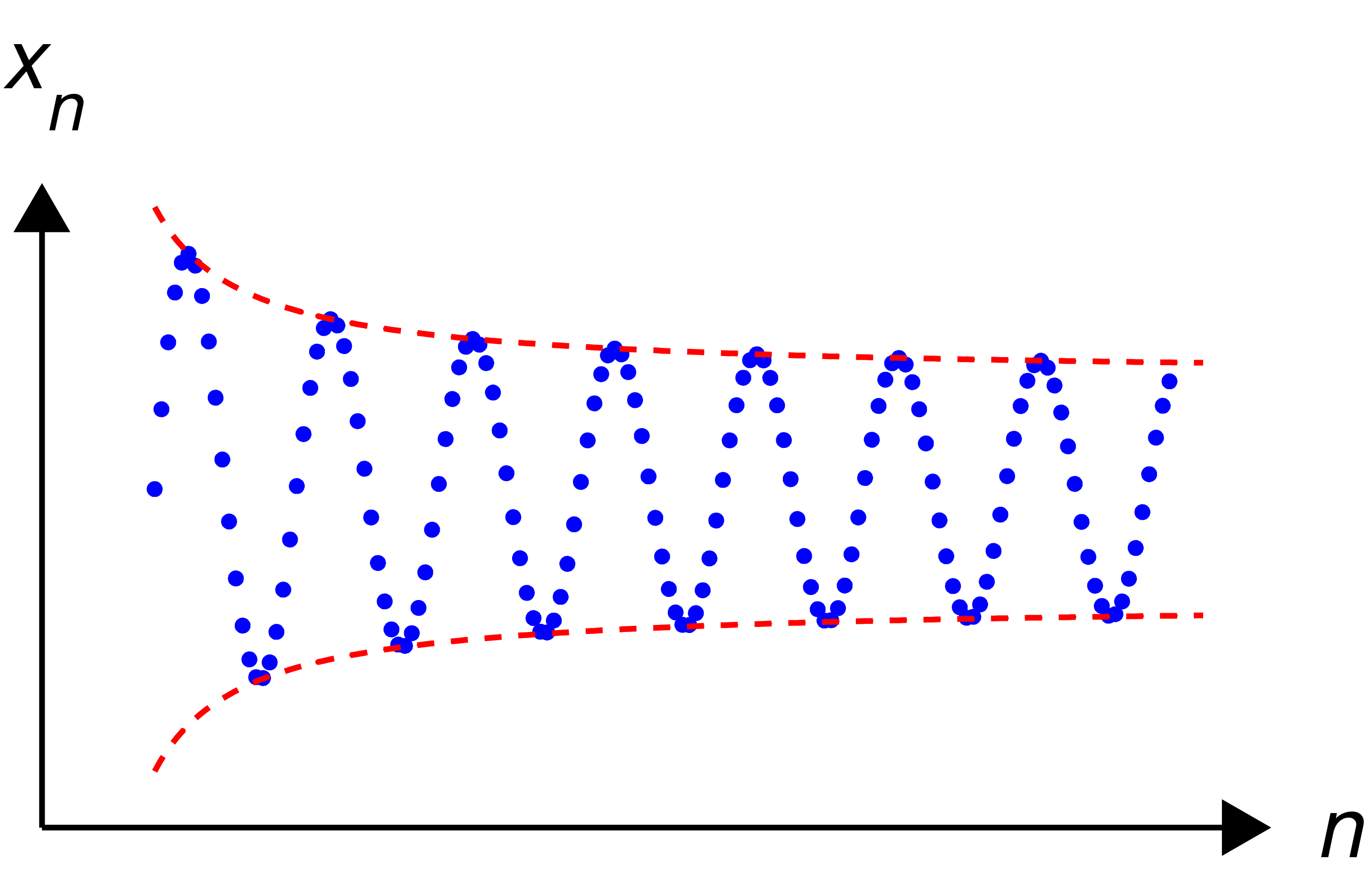
Egy nem Cauchy sorozat ábrázolása

A Cauchy-sorozatok Augustin Cauchy-ról kapták a nevüket, és fontos szerepet játszanak a matematikai analízisben. Szemléletesen, egy sorozat akkor Cauchy-sorozat, ha a sorozat elejét le tudjuk vágni úgy, hogy a maradék elemek tetszőlegesen közel legyenek egymáshoz.

## Definíció valós számsorozatokra
Egy {x1,x2,x3,...} alakú, valós számokból álló sorozat akkor Cauchy-sorozat, ha minden pozitív valós ε-hoz találunk olyan N egész számot, hogy az N-nél nagyobb indexű elemek közül bármely kettő közti távolság kisebb, mint ε.

{\displaystyle (\forall \varepsilon >0)\quad (\exists N=N(\varepsilon ))\quad (\forall n,m\in \mathbb {N} )\quad \left[n>m>N\Rightarrow \left|x_{n}-x_{m}\right|<\varepsilon \right]}

A valós sorozatok esetében minden Cauchy-sorozatnak létezik határértéke, mert a valós számok halmaza teljes metrikus tér a szokásos abszolút érték metrikával.

Példák:

1. Az xn=1/n, n=1,2,3,...sorozat Cauchy-sorozat. Ennek bizonyításához meg kell konstruálni az előre tetszőlegesen adott ε-hoz tartozó N=N(ε) küszöbindexet (a küszöbindex pozitív egész szám). Legyen tehát 0<ε tetszőlegesen adva, valamint n>m. Ekkor

          {\displaystyle |x_{n}-x_{m}|=\left|{\frac {1}{n}}-{\frac {1}{m}}\right|={\frac {1}{m}}-{\frac {1}{n}}<{\frac {1}{m}}<\varepsilon \iff m>{\frac {1}{\varepsilon }}\Rightarrow \quad N=N(\varepsilon ):=\left[{\frac {1}{\varepsilon }}\right]+1}

A fenti jelölésben [x] az x valós szám egész részét jelöli. A fenti N küszöbindex eleget tesz a Cauchy-kritériumban kirótt követelményeknek, tehát a sorozat Cauchy-sorozat. Ez a sorozat konvergens is, ha alaptérnek a valós számok halmazát tekintjük. Nevezetesen {\displaystyle \lim _{n\to \infty }{\frac {1}{n}}=0}.

1. Legyen {\displaystyle x_{n}:=\sum _{j=1}^{n}{\frac {\cos(j)}{j^{2}}}}. Megmutatjuk, hogy {xn} Cauchy-sorozat. Most is legyen 0<ε tetszőlegesen adva, valamint n>m. Ekkor

          {\displaystyle |x_{n}-x_{m}|=\left|\sum _{j=m+1}^{n}{\frac {\cos(j)}{j^{2}}}\right|\leq \sum _{j=m+1}^{n}{\frac {|\cos(j)|}{j^{2}}}\leq \sum _{j=m+1}^{n}{\frac {1}{j^{2}}}<\sum _{j=m+1}^{n}{\frac {1}{j(j-1)}}=\sum _{j=m+1}^{n}\left({\frac {1}{j-1}}-{\frac {1}{j}}\right)={\frac {1}{m}}-{\frac {1}{n}}<{\frac {1}{m}}<\varepsilon \iff m>{\frac {1}{\varepsilon }}.}

Így a fenti sorozat valóban Cauchy sorozat. {xn} valójában nem más, mint a {\displaystyle \sum _{j=1}^{\infty }{\frac {\cos(j)}{j^{2}}}} sor n-edik részletösszegeinek sorozata, vagyis azt bizonyítottuk, hogy a sor konvergens, hiszen a részletösszegek sorozata Cauchy-sorozat, így persze konvergens is.

## Definíció metrikus terekre
A fenti definíció általánosítható úgy, hogy minden térben, ahol a távolság fogalma megfelelően értelmezett (azaz metrikus terekben), a Cauchy-sorozatok fogalma is értelmezett legyen.
Legyen {\displaystyle \ (X,d)} metrikus tér. Ekkor az {\displaystyle x_{n}\in X} sorozatot Cauchy-sorozatnak nevezzük, ha minden {\displaystyle \varepsilon >0}-hoz van olyan {\displaystyle \ N}, hogy minden {\displaystyle \ n,m>N} esetén {\displaystyle d(x_{n},x_{m})<\varepsilon }.
Nevezetes átfogalmazás:
az {\displaystyle x_{n}\in X} sorozat Cauchy-sorozat akkor és csak akkor, ha bármely {\displaystyle \varepsilon >0}-hoz található olyan {\displaystyle \ N} küszöbszám, hogy a sorozat minden {\displaystyle \ N}-nél nagyobb {\displaystyle \ n} indexű tagja benne van az {\displaystyle \ x_{N}} elem {\displaystyle \varepsilon } sugarú környezetében. Ez formálisan így néz ki:
{\displaystyle (\forall \varepsilon >0)\ (\exists N\in \mathbb {N} )\ (\forall n\in \mathbb {N} )\ \left[n>N\ \Rightarrow \ d(x_{n},x_{N})<\varepsilon \right].}
Az ekvivalencia bizonyítása:
Legyen {\displaystyle x_{n}\in X} Cauchy-sorozat, és válasszunk egy {\displaystyle \varepsilon >0} számot. Így van olyan {\displaystyle \ N_{1}} szám, hogy minden {\displaystyle \ n,m>N_{1}} esetén {\displaystyle d(x_{n},x_{m})<\varepsilon }. {\displaystyle \ N:=N_{1}+1}, így
minden {\displaystyle \ n>N} esetén {\displaystyle d(x_{n},x_{N})<\varepsilon }.
Visszafele: legyen most {\displaystyle x_{n}\in X} sorozat olyan, hogy teljesíti az átfogalmazásban leírt feltételt.
Válasszunk {\displaystyle \varepsilon >0} számot. Eszereint van olyan {\displaystyle \ N}, hogy minden {\displaystyle \ n>N} esetén {\displaystyle d(x_{n},x_{N})<{\frac {\varepsilon }{2}}}. Legyen {\displaystyle \ n,m>N}, így a háromszög-egyenlőtlenség szerint:
{\displaystyle d(x_{n},x_{m})\leq d(x_{n},x_{N})+d(x_{N},x_{m})<{\frac {\varepsilon }{2}}+{\frac {\varepsilon }{2}}=\varepsilon ,}
vagyis a sorozat valóban Cauchy-sorozat.

## Kapcsolódó definíciók
Egy metrikus teret teljesnek nevezünk, ha abban minden Cauchy-sorozat konvergens.

## Példák
A valós számok a szokásos metrikát tekintve teljes metrikus teret alkotnak, azaz a számegyenesen minden Cauchy-sorozat konvergens.
Ezzel szemben ez nem igaz a racionális számokra. Ugyanis, ha tekintünk egy racionális számokból álló konvergens sorozatot, aminek a határértéke irracionális, akkor ennek a nyilván Cauchy-sorozatnak nincs határértéke a racionális számok körében.
Például:
- A következőképp definiált sorozat x0 = 1, xn+1 = (xn + 2/xn)/2 racionális számokból áll (1, 3/2, 17/12,…), mely a definícióból nyilvánvaló; mégis az irracionális {\displaystyle {\sqrt {2}}} értékhez tart (Newton-módszer).

## Tulajdonságok
- Minden Cauchy-sorozat korlátos.
- Minden konvergens sorozat Cauchy-sorozat.